# Pimpinelleae
Tribu
Classification APG III (2009)
Les Pimpinelleae sont une tribu de plantes à fleurs de la sous-famille des Apioideae dans la famille des Apiaceae.

## Liste des genres
Selon NCBI :
- Aphanopleura Boiss.
- Arafoe Pimenov & Lavrova
- Bubon L.
- Demavendia Pimenov
- Frommia H. Wolff
- Haussknechtia Boiss.
- Nothosmyrnium Miq.
- Nothosmyrnium Miq.
- Opsicarpium Mozaff.
- Phellolophium Baker
- Pimpinella L.
- Psammogeton Edgew.
- Zeravschania Korovin